# Associazione italiana di manutenzione
L'Associazione italiana di manutenzione (AIMAN) è un'associazione privata senza scopo di lucro che svolge attività culturale e scientifica nel dominio della manutenzione.
Fu costituita nel 1959 come "AIMan: Associazione italiana fra i tecnici di manutenzione". L'attuale denominazione è stata adottata nel 1970, con l'adesione alla Federazione europea delle associazioni nazionali di manutenzione (EFNMS).

## Missione
I compiti principali di AIMAN sono:
- collaborare con altri enti e istituzioni, nella promozione e nell'organizzazione di convegni, seminari e iniziative editoriali al fine di diffondere la conoscenza della cultura manutentiva in Italia.
- sviluppare l'attività di normazione in seno alla manutenzione e collaborare con gli organismi di certificazione nella messa a punto dei criteri di qualifica dei manutentori.
- rappresentare l'Italia nell'ambito dell'EFNMS.

## Interventi nella sostenibilità
Nel rapporto MIT per il Club di Roma ("I limiti dello sviluppo"), Donella Meadows, verso la metà degli anni sessanta, osservò che: 
Da allora, infatti, da più parti si è sostenuto che la cultura manutentiva è l'unica alternativa allo sviluppo incontrollato del mondo in base ad un concetto di sostenibilità.
AIMAN, fin dal 1974, quando uscì la prima edizione del manuale di manutenzione degli impianti industriali, persegue questo obiettivo "educativo" primario attraverso convegni, seminari, corsi di formazione gratuiti, volti a sensibilizzare i cittadini sulle tematiche della manutenzione, sulla necessità di modificare gli stili di vita, di abbandonare il modello consumistico e la società del disinteresse, a favore di una società della "responsabilità".
È di quegli anni l'individuazione di un nuovo termine per manutenzione: "Terotecnologia" (dal greco Teros, conservare), ossia tecnologia della conservazione.
Tutti i movimenti che pongono come tema centrale l'ambiente, che desiderino uno sviluppo sostenibile, che invochino il diritto alla sicurezza nei luoghi di lavoro e di svago, dove gli incidenti siano veramente tali e non frutto dell'incuria, stanno scoprendo la cultura del mantenimento, in ciò influenzati anche dall'azione di organizzazioni internazionali delle quali l'AIMAN è l'espressione italiana dalla fine degli anni cinquanta.

## Interventi in campo normativo
Un vasto movimento internazionale è convinto che il mondo della tecnica ha bisogno di una normazione, ma che la stessa non può essere fissata autorativamente dal legislatore nazionale, ma liberamente scelta dall'intera comunità tecnica internazionale. Questo è tanto più vero nel campo manutentivo, per la stretta correlazione esistente tra il rispetto di una adeguata manutenzione degli impianti e la sicurezza del lavoro.
La formula scelta è stata, sempre a livello internazionale, quella delle associazioni di diritto privato come tali riconosciute dall'ordinamento. La loro credibilità si basa sulla loro competenza tecnico-specialistica, a produrre norme tecniche di carattere consensuale, e volontarie, perché non si pongono come cogenti, ma a cui le parti interessate si sottopongono volontariamente. Tuttavia vi è una sorta di recepimento negli ordinamenti giuridici nazionali nella misura in cui il giudice fa ricorso ad esse tutte le volte che deve applicare le "norme di buona tecnica". Nel campo specifico della manutenzione in Europa la spinta a questa internazionalizzazione delle norme di buona tecnica è data anche dalla circostanza che le gare di appalto delle manutenzioni stesse sono, appunto, aperte a livello "Unione" e sarebbe controproducente mantenere differenze nazionali.

### Le norme di buona tecnica nell'ordinamento italiano
Il punto di partenza è costituito dall'art. 2087 del Codice civile che così recita: «Tutela delle condizioni di lavoro. L'imprenditore è tenuto ad adottare nell'esercizio dell'impresa le misure che secondo la particolarità del lavoro, l'esperienza e la tecnica sono necessarie a tutelare l'integrità fisica e la personalità morale dei prestatori di lavoro.»
Il Testo unico in materia di salute e sicurezza del lavoro in attuazione dell'art 3 della legge 29 luglio 2003 n. 229 conserva questa impostazione anche se vi erano spinte per far carico più esplicitamente all'imprenditore di ricercare lui stesso la migliore tecnica possibile. Da qui l'importanza fondamentale della definizione delle norme di buona tecnica in un campo controverso come la manutenzione da parte della comunità internazionale degli esperti in tale campo e per essa dalle singole associazioni nazionali. Nello stesso tempo la presenza dell'associazione nazionale nelle organizzazioni internazionali dovrebbe permettere da un lato la definizione obiettiva delle regole di manutenzione indispensabili per la sicurezza di persone e cose, valide nei confronti di tutte le imprese del settore manutenzione, qualunque sia la loro nazionalità, dall'altra l'introduzione di norme cavillose messe eventualmente solo per costituire surrettizie barriere di ingresso a imprenditori esteri

## Attività
AIMAN partecipa, in rappresentanza dell'Italia, all'attività culturale e scientifica svolta da EFNMS, la Federazione europea delle associazioni nazionali di manutenzione, e collabora con l'Ente italiano di unificazione (UNI) e con il Comitato europeo di normazione (CEN), nella stesura delle norme riguardanti la manutenzione.

## Affiliazioni e collaborazioni
AIMAN è associata a UNI, ente italiano di unificazione, con il quale ha collaborato dal 1990 ad oggi, nella stesura di tutte le norme riguardanti la manutenzione (ad oggi circa 40 norme).
AIMAN è inoltre associata a FAST, la Federazione delle associazioni scientifiche e tecniche, e ha sede oggi nel Palazzo UCIMU a Cinisello Balsamo.